# Тручак, Лаврентий Васильевич
Лаврентий Васильевич Тручак (1907—1944) — капитан Рабоче-крестьянской Красной Армии, участник Великой Отечественной войны, Герой Советского Союза (1945).

## Биография
Лаврентий Тручак родился 15 августа 1907 года в селе Нагоряны (ныне — Каменец-Подольский район Хмельницкой области Украины). Окончил семь классов школы и совпартшколу. Руководил колхозом, затем был инструктором в райкоме ВКП(б). В 1929—1931 годах служил в Рабоче-крестьянской Красной Армии. В 1941 году Тручак повторно был призван в армию. С июля того же года — на фронтах Великой Отечественной войны.
К августу 1944 года капитан Лаврентий Тручак командовал танковой ротой 120-й отдельной танковой бригады 5-й армии 3-го Белорусского фронта. Отличился во время боёв на подступах к Восточной Пруссии. Только за один день боёв рота Тручака уничтожила 5 танков, 4 батареи миномётов, 12 артиллерийских орудий, 5 БТР, 7 автомашин и большое количество солдат и офицеров противника, 16 августа 1944 года выйдя к Государственной границе СССР с Восточной Пруссией. 20 августа 1944 года Тручак погиб в бою. Похоронен в городе Кудиркос-Науместис.
Указом Президиума Верховного Совета СССР от 24 марта 1945 года за «образцовое выполнение заданий командования, мужество и героизм, проявленные в боях при освобождении Белоруссии», капитан Лаврентий Тручак посмертно был удостоен высокого звания Героя Советского Союза. Также был награждён орденами Ленина и Отечественной войны 2-й степени, рядом медалей.
В честь Тручака названа школа в его родном селе.